# Ансертан (Техас)
Ансертан (англ. Uncertain) — місто (англ. city) в США, в окрузі Гаррісон штату Техас. Населення — 85 осіб (2020).

## Географія
Ансертан розташований за координатами 32°42′2″ пн. ш. 94°8′0″ зх. д. / 32.70056° пн. ш. 94.13333° зх. д. (32.700640, -94.133261). За даними Бюро перепису населення США в 2010 році місто мало площу 1,32 км², з яких 1,32 км² — суходіл та 0,00 км² — водойми.

## Демографія
Згідно з переписом 2010 року, у місті мешкали 94 особи в 60 домогосподарствах у складі 27 родин. Густота населення становила 71 особа/км². Було 146 помешкань (110/км²).
Расовий склад населення:
| - 78,7 % — білих - 21,3 % — чорних або афроамериканців |

До двох чи більше рас належало 0,0 %. Частка іспаномовних становила 0,0 % від усіх жителів.
За віковим діапазоном населення розподілялося таким чином: 4,3 % — особи молодші 18 років, 56,3 % — особи у віці 18—64 років, 39,4 % — особи у віці 65 років та старші. Медіана віку мешканця становила 61,0 року. На 100 осіб жіночої статі у місті припадало 123,8 чоловіків; на 100 жінок у віці від 18 років та старших — 125,0 чоловіків також старших 18 років.
Цивільне працевлаштоване населення становило 36 осіб. Основні галузі зайнятості: мистецтво, розваги та відпочинок — 30,6 %, транспорт — 13,9 %, науковці, спеціалісти, менеджери — 13,9 %.